# 傑西伍莉

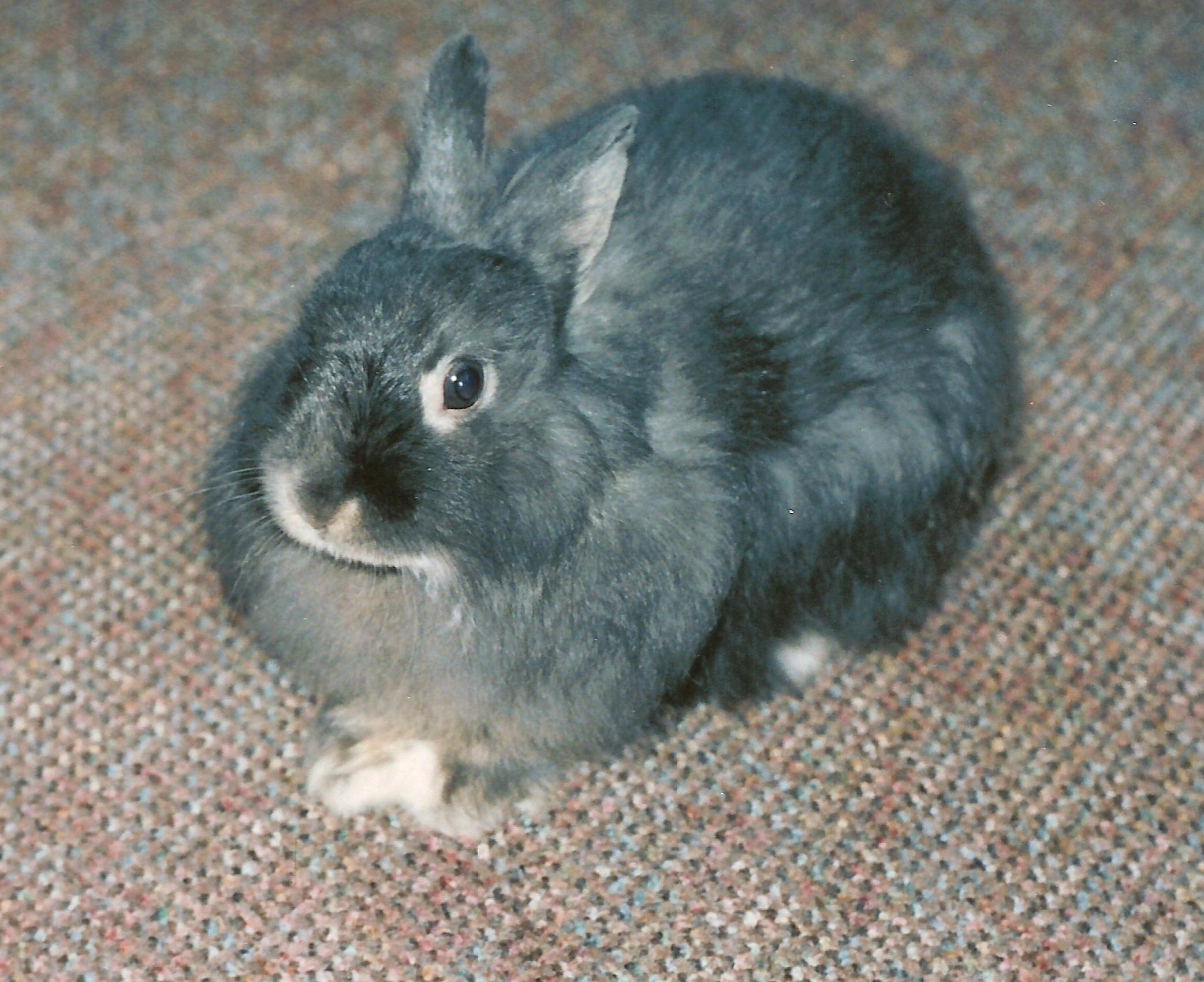
傑西伍麗寵物兔

傑西伍麗（英語：Jersey Wooly）是家兔品種，重約3磅。此類兔子頭部較為粗壯，具有類似於羊毛的毛皮，且以性格溫順著稱。